# Enrico Di Troia
Enrico Di Troia, all'anagrafe  Vincenzo Di Troia (Roma, 15 luglio 1959), è un attore e doppiatore italiano.

## Biografia
Enrico Di Troia muove i primi passi con Danilo Sorgi mettendo in scena nel 1977 Roma che non abbozza, Buon viaggio Diana e Sempre.
Nel 1983 è conduttore e regista di due spazi musicali per Radio Uno: Stereo sera e Stereodomani per Rai Stereo Uno. Cura anche la regia di SuperStereoUno con Gigi Marziali, Antonio De Robertis e Daniela Debolini.
Inizia la sua attività di doppiatore nel 1981; il primo ruolo importante lo ottiene nel film I ragazzi della 56ª strada, doppiaggio diretto da Fede Arnaud.
Inoltre ha prestato la sua voce a Gary Oldman in JFK - Un caso ancora aperto, a Bill Paxton nel film Twister e a John Hannah nei film Sliding Doors, Hurricane - Il grido dell'innocenza e Ghost Son. È anche la voce di Glenn Quagmire nella serie I Griffin.
Come attore ha partecipato a fiction televisive quali Un medico in famiglia, Cuore contro cuore, Un posto al sole, Distretto di Polizia e altre, nonché a qualche film per il cinema.

## Filmografia

### Cinema
- Giggi il bullo, regia di Marino Girolami (1982)
- L'ammiratrice, regia di Romano Scandariato (1983)
- La mossa del pinguino, regia di Claudio Amendola (2013)
- Era bellissima, regia di Max Croci - cortometraggio (2015)
- Caffè amaro, regia di Marco Iacomelli (2017)
- Inverno, regia di Giulio Mastromauro - cortometraggio (2020)

### Televisione
- Quer pasticciaccio brutto de via Merulana, regia di Piero Schivazappa, quarta puntata - miniserie TV (1983)
- Il maresciallo Rocca, episodio Morte di una ragazza polacca (1996)
- Un medico in famiglia (2004)
- Cuore contro cuore, episodio Troppo amore (2004)
- Orgoglio 2 (2005)
- La squadra, episodio 166 (2005)
- Distretto di Polizia 6 (2006)
- Orgoglio 3, episodio 3x04 (2006)
- Nati ieri (2006-2007)
- La nuova squadra (2008)
- Distretto di Polizia 8, episodio 11 - Invisibili (2008)
- Butta la luna 2 (2009)
- Fratelli detective (2011)
- Un caso di coscienza 5 (2013)
- Che Dio ci aiuti 6, ep.4 Fuori posto (2020)
- Nero a metà - Seconda stagione (2019)

## Teatro
- Roma che non abbozza, testo e regia di Claudio Oldani (1977)
- Buon viaggio Diana, testo e regia di Claudio Oldani (1977)
- Sempre, monologo di Danilo Sorgi, regia di Claudio Oldani (1977)
- Palcoscenico girevole, regia di Claudio Oldani
- Casa di bambola, di Henrik Ibsen, regia di Scilla Brini (1979)
- Laggiù il processo continua, di Claudio Oldani, regia di Danilo Sorgi
- Le avventure di Batuffolo, testo e regia di Osvaldo Ciamma (1982)
- L'orologio di Dino Buzzati, regia di Lorenzo Cicero (1982)
- Cavalieri senza patria, di Aphra Behn, regia di Ugo Gregoretti (1982)
- Il principe di Homburg, di Heinrich von Kleist, regia di Gabriele Lavia (1983)
- La passione di Cristo, di ignoto umbro del XIV secolo, regia di Franco Meroni (1984)
- Tito Andronico, di William Shakespeare, regia di Gabriele Lavia (1985)
- Medea, di Euripide, regia di Giancarlo Sepe (1986)
- Del mondo in mezzo ai turbini, di Roberto Buffagni e Antonio Di Pofi, regia di Franco Però (1987)
- Gauguin, testi di Clelia Modica, regia di Loredana Battistin (2003)
- La fata delle briciole (2006)
- Claudia la pazza, di Eleonora Di Fortunato e Luigi Romagnoli, regia di Vera Onorato e Luigi Romagnoli (2008)
- Cock, di Mike Bartlett, regia di Silvio Peroni (2014)

## Prosa radiofonica Rai
- Il racconto di mezzanotte, a cura di Marina Mariani (1983)
- Orfeo di Jean Cocteau, regia di Adolfo Moriconi (1984)
- Luci d'inverno di Ingmar Bergman, regia di Adolfo Moriconi con Gabriele Ferzetti, Valeria Moriconi, Enrico Di Troia (1984)
- Un critico musicale del '700 W.A.Mozart - in diretta dal Teatro Mercadante di Napoli, regia di Stefano Vizioli (1986)
- Tex Willer per Rai Radio 2 regia di Armando Traversa (2012)
- In viaggio con Mozart, regia di Peppino Venetucci(1998)
- Umberto Saba - regia di

## Doppiaggio

### Film
- John Hannah in Sliding Doors, Hurricane - Il grido dell'innocenza, Ghost Son
- Ty Burrell in Il mistero delle pagine perdute - National Treasure, L'incredibile Hulk
- Tyler Mane in X-Men, Deadpool & Wolverine
- Cole Hauser in Attacco al potere
- Gary Oldman in JFK - Un caso ancora aperto
- Mike Colter in Million Dollar Baby
- Bill Paxton in Twister
- Christopher Britton in The Day After Tomorrow - L'alba del giorno dopo
- Feridun Düzağaç in Mio figlio
- Miroslav Taborsky in I fratelli Grimm e l'incantevole strega
- Paul Rudd in Una notte al museo
- David Alan Basche in La guerra dei mondi
- Kevin Whately in Il paziente inglese
- Robert Clohessy in The Interpreter
- Alf Humphreys in Diario di una schiappa - Vita da cani
- Wood Harris in Ant-Man
- Dominic West in 28 giorni
- William J. Vila in Natale a New York
- Michael Buie in The Next Three Days
- Treat Williams in C'era una volta in America (ridoppiaggio)
- John C. McGinley in The Rock
- Dr. Dre in Training Day
- Richard Waugh in Matrimonio impossibile
- David Morrissey in Derailed - Attrazione letale
- Rocky Carroll in Yes Man
- Jet Li in Arma letale 4
- Bruce Norris in The Sixth Sense - Il sesto senso
- Owain Yeoman in Troy
- Victor Alfieri in Angeli e demoni
- JJ Feild in Captain America - Il primo Vendicatore
- John Corbett in The Burning Plain - Il confine della solitudine
- Brian Markinson in La guerra di Charlie Wilson
- Martin Dew in The Master
- Bradley White in Un sogno per domani
- Brien Gregorie in Halloween
- Terence Maynard in Missione vendetta
- Ebon Moss-Bachrach in Un amore senza tempo
- Mark Correy in Dick & Jane - Operazione furto
- Tony Goldwyn in In fuga per la libertà
- Henry Goodman in Sundown
- Tommy Flanagan in The Rising Hawk - L'ascesa del falco
- Roger Yuan in Dune - Parte due
- Michael Shanks in Time Cut
- Peter Butler in My Spy - La città eterna
- Frédéric Vasseur in F1 - Il film

### Serie televisive
- John Glover in Smallville
- Steven Michael Quezada in Breaking Bad
- Frank Stallone in Renegade e Walker Texas Ranger
- Adewale Akinnuoye-Agbaje in Oz
- Ty Burrell in Back to You
- Colman Domingo in Fear the Walking Dead
- Mike Colter in Ringer
- Dave Kosgrove in Rimozione forzata
- Esai Morales in Le regole del delitto perfetto
- Fabio Aste in Intrecci del passato
- Daniel C Kennedy in Squid Game
- Pedro Pablo Isla in Il segreto
- Kevin Carroll in Snowfall
- Kim Won-hae in The Trauma Code - Il turno degli eroi
- Max Casella in Tulsa King
- Brennan Brown in L'uomo nell'alto castello
- Miquel García Borda in La promessa
- Damon Gupton in Black Lightning
- Fabio Taphanel in L'Eternauta

### Film d'animazione
- Goemon Ishikawa XIII in Lupin III - Le profezie di Nostradamus (primo doppiaggio) e Lupin III - All'inseguimento del tesoro di Harimao
- Stan Litwak in Ralph Spaccatutto e Ralph spacca Internet
- Puzza in Casper - il film
- Apollo in Hercules
- Jack Dalton in Lucky Luke e la più grande fuga dei Dalton, Lucky Luke (secondo doppiaggio), Lucky Luke - La ballata dei Dalton (secondo doppiaggio), La grande avventura dei Dalton
- Carl Carlson in I Simpson - Il film
- Capitan Atomo in Superman/Batman - Nemici Pubblici
- Cuncun in Cuccioli - Il codice di Marco Polo
- Harold Zoidberg in Futurama - La bestia con un miliardo di schiene
- Buena Festa in One Piece Stampede - Il film
- Agente Avel in Onward - Oltre la magia[2]
- Papà Orso in Unicorn Wars
- Dotto in Biancaneve (dialoghi)

### Serie d'animazione
- Stereo 1 in Space Goofs - Vicini, troppo vicini! (doppiaggio K2)
- Carl Carlson (5ª voce, ep.9.1-3, ep.9.13+), Lou (4ª voce, st.34+) e Ned Flanders (ep.3.19) ne I Simpson
- Glenn Quagmire ne I Griffin e The Cleveland Show
- Mort e Felix Fischoeder (st. 3-8) in Bob's Burgers
- Adam West e Super Bici in Due fantagenitori
- Norm il robot in Phineas e Ferb
- Magnanimous in Megas XLR
- Ape in George della giungla
- Dottor Phen in Kim Possible
- Agassi in La principessa Sissi
- Jack Dalton in Le nuove avventure di Lucky Luke, I Dalton
- Tomoro Taguchi in Terrestrial Defense Corp. Dai-Guard
- Sakazawa in Devil Lady
- Jarred in Deltora Quest
- Dottor Washizuka in Mawaru-Penguindrum
- Josè Burromuerto in A tutto reality - All-Stars
- Mace Windu in Star Wars: Clone Wars
- Cham Syndulla in Star Wars: The Clone Wars (ep. 1x21)
- Qui-Gon Jinn in Star Wars: The Clone Wars (ep. 6x11)
- Nelson Thorndyke in Sonic X
- Lex Luthor in Young Justice
- Yosuke Endo in Ultraman
- Giulio Rossellini in Bu-Bum! La strada verso casa
- Mr. Peabody in Mr. Peabody & Sherman Show
- Dr. Animus in Ben 10
- Dr. Octopus in Ultimate Spider-Man, Marvel Super Hero Adventures
- Daudran in Dark Crystal - La resistenza
- Dr. Daigo Tatsuro in Shinzo
- Il computer in Leone il cane fifone
- Dio imperatore di Pupudù in Futurama
- Cuncun in Cuccioli
- Oxnard (il commercialista di PB Livin') in Bojack Horseman
- Re Knut in Il principe Ivandoe

### Radio
- Boris Leonov nello sceneggiato Tex - Mefisto! (2012) di Radio2

### Videogiochi
- Junior Moon in Cars 3 - In gara per la vittoria[3]
- Dott. Otto Octavius in Disney Infinity 2.0 (2014)[4]
- Carl Carlson ne I Simpson - Il Videogioco